# Zarmandukht

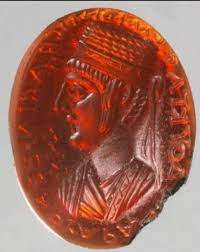
Zarmandukht

Zarmandukht of Zarmanduxt was Armeens koningin-regentes voor haar twee zonen Arsjak III (378-387) en Vologases III (378-386), van 378-384. Zij zou de vrouw geweest zijn van koning Pap van Armenië (370-374). Dit lijkt twijfelachtig aangezien Pap werd vermoord op veertienjarige leeftijd. Zij was of weduwe (kinderen van een andere man), of zus, of nicht of hoog in rang in de Arsacidendynastie van Armenië.

## Context
De vorige koning, Varazdat, had zijn hoofdgeneraal (sparapet) Mushegh I Mamikonian laten vermoorden en daarmee zijn eigen heerschappij bezegeld. De broer van Mushegh, Manuel Mamikonian, joeg Varazdat het land uit en nam de touwtjes in handen. De Mamikonianse regering bracht vrede en stabiliteit in het Koninkrijk Armenië, onder de kundige leiding van Manuel. Hij gaf Zarmandukht de titel van koningin en voedde Arsjak en Vologases op, alsof het zijn eigen kinderen waren. Manuel bleef neutraal tegenover de Romeinse en Sassanidische heersers. 
Na 384 is er niets meer bekend over Zarmandukht en is de datum van haar overlijden onbekend.